# Danis Tanović
Danis Tanović (Zenica, Bòsnia, 1969) és un guionista i director de cinema bosnià.

## Biografia
Danis Tanović, nascut a la ciutat bosniana de Zenica, de pares bosnians, es va criar a Sarajevo, on també va rebre la seva educació primària i secundària. Va anar a la Universitat de Sarajevo, al conservatori de música, on va aprendre a tocar el piano. Més tard, Tanović va decidir estudiar en l'Acadèmia d'Arts de Teatre de Sarajevo. No obstant això, a causa del setge de Sarajevo, Tanović es va veure obligat a deixar els seus estudis el 1992.
Immediatament després, Tanović es va unir a un equip de filmació que va seguir a l'exèrcit de Bòsnia i Hercegovina, anant a missions perilloses. El material que Tanović i l'equip de filmació van produir per aquell temps ha estat utilitzat en nombroses pel·lícules i notícies sobre el setge de Sarajevo i la guerra de Bòsnia.
A finals de 1994, Tanović va deixar l'equip de filmació on havia treballat durant més de dos anys. Un any més tard, Tanović va decidir reprendre els seus estudis, aquesta vegada a Brussel·les, la capital de Bèlgica. El 1997, Tanović va completar els seus estudis a Brussel·les amb excel·lents notes. Durant els seus estudis va fer diversos documentals, aclamats per la crítica.
Poc després, Tanović va començar a gravar la seva primera pel·lícula, En terra de ningú. Ell va escriure el guió i va dirigir la pel·lícula, que es va acabar en 2001 i es va estrenar en el Festival de Canes d'aquell any. En terra de ningú va guanyar el premi al millor guió en el Festival de Canes, seguit de nombrosos premis, incloent l'Oscar a la millor pel·lícula de parla no anglesa en 2001, fent-li la competència a la reeixida pel·lícula francesa Amélie. Tanović va ser presentat en els Óscar per John Travolta i Sharon Stone. Tanović va donar les gràcies a tots els que havien treballat amb ell en la pel·lícula i va donar suport a la seva creació. Va acabar el seu discurs dient: "Això és per al meu país, Bòsnia".
En total, En terra de ningú va guanyar 42 premis, incloent l'Oscar a la millor pel·lícula de parla no anglesa, el Premi de l'Acadèmia del Cinema Europeu al Millor Guió, el César a la millor pel·lícula en 2001 i el Globus d'Or a la millor pel·lícula estrangera en 2002. Com a resposta internacional, la pel·lícula va ser ben acollida pels crítics i els espectadors, pel seu humor fosc i la seva fascinant història sobre l'absurd de la guerra. És probablement el primer llargmetratge més premiat en la història del cinema.
El segon projecte de Tanović va ser L'infern, acabat en 2005, amb guió de Krzysztof Kieślowski i Krzysztof Piesiewicz.
Tanović té doble ciutadania belga i bosniana, i actualment viu a Sarajevo, amb la seva esposa i els seus quatre fills. Va viure a París fins a 2007.
El març de 2008 Tanović va anunciar que anava a fundar un partit polític, Naša Stranka, que començaria en les eleccions locals a l'octubre de 2008. Va declarar les seves motivacions, com voler portar un canvi polític al país. El seu anunci va ser rebut positivament.
El 2013 va estrenar La dona del ferroveller, una pel·lícula basada en una història real que retrata el drama social de sofriment humà i pobresa que li va fer creditor del Gran Premi del Jurat a la Berlinale i de l'Os de Plata al millor actor per al seu protagonista Nazif Mujić.

## Filmografia

### Director
- 1994: The Portret of the artist in war
- 1996: L'Aube
- 1999: Buđenje
- 2001: En terra de ningú
- 2002: 11'9'01 September 11
- 2005: L'infern (L'enfer)
- 2009: Triage
- 2010: Cirkus Columbia
- 2013: La dona del ferroveller (Epizoda u životu berača željeza)
- 2014: Tigers
- 2016: Mort à Sarajevo (Smrt u Sarajevu)
- 2017: Invisible

### Guionista
- 2013 - La dona del ferroveller
- 2010 - Cirkus Columbia
- 2009 - Triage
- 2002 - 11'9'01 September 11
- 2001 - No Man's Land
- 1999 - Buđenje